# Repubblica di Siena
La Repubblica di Siena (in latino Respublica Senensis) fu uno Stato indipendente esistito dal 1125 al 1555/1559. Venne fondata nella città di Siena e si espanse progressivamente in tutta la Toscana meridionale diventando una delle maggiori potenze del Pieno Medioevo, nonché piazza commerciale, finanziaria ed artistica di primo livello in Europa.

## Storia

### Nascita della repubblica
Gli sviluppi politici e istituzionali possono essere così riassunti:
- Governo consolare (1125 - 1199);
- Governo podestarile (1199 - 1234);
- Governo dei Ventiquattro (1234 - 1270);
- Governo dei Trentasei (1270 - 1280);
- Governo dei Quindici (1280 - 1286);
- Governo dei Nove (1287 - 1355);
- Governo dei Dodici (1355 - 1368);
- Governo dei Tredici (1368);
- Governo secondo dei Quindici (1369 - 1385);
- Governo dei Priori (1385 - 1399);
- Dominio dei Visconti (1399 - 1404);
- Ritorno dei Priori (1404 - 1480)
- Dominio degli Aragona (1480 - 1482)[1]
- Ritorno dei Priori (1482 - 1487)
- Signoria dei Petrucci (1487 - 1525);
- Ritorno dei Priori (1525 - 1548);
- Dominio spagnolo (1548 - 1552);
- Repubblica, con il Capitano del popolo (1552 -1554).

La fondazione della Repubblica di Siena è tradizionalmente datata al 1125, anno in cui venne deposto l'ultimo rappresentante regnante del Governo dei Vescovi, Gualfredo, allora a capo della città e del contado attorno ad essa. Fu nominato un governo consolare per amministrare lo Stato nel suo primo periodo. Come nella maggior parte delle città comunali medievali, anche Siena ebbe come primo sviluppo delle magistrature i Consoli. Nel 1125 la carica di Consul Sænensis fu attribuita a Manco. Convenzionalmente è indicato il 1186 come l'anno del riconoscimento ufficiale del nuovo Stato da parte del Sacro Romano Impero, anno in cui l'Imperatore Federico Barbarossa concesse la possibilità di battere moneta e di eleggere liberamente i consoli.
Nel 1199 il governo consolare fu sostituito dall'esecutivo podestarile, retto per la prima volta da Malapresa da Lucca.
Nella prima parte del XIII secolo Siena strinse alleanza con Perugia, Orvieto e con gli Aldobrandeschi. Nel 1228 venne sancito un accordo con Pisa, Pistoia e Poggibonsi (chiamata Poggio Bonizio). Gli scontri con la Repubblica di Firenze si susseguirono, momentaneamente conclusi nel 1201 con la pace di Fonterutoli, rotta però pochi anni dopo da Firenze. Nel 1224 Siena conquistò Grosseto, allargando così i suoi confini territoriali.

### Sviluppo delle istituzioni della Repubblica - Guelfi e ghibellini
A partire dal 1234 prese il potere il Governo dei Ventiquattro, un governo ghibellino formato da dodici borghesi e dodici popolani rimasto alla guida della città fino al 1270. Dopo le brevi parentesi del Governo dei Trentasei (1270 - 1280) e del Governo dei Quindici (1280 - 1286), nel 1287 salì al potere il più duraturo Governo dei Nove che rimase attivo fino al 1355.

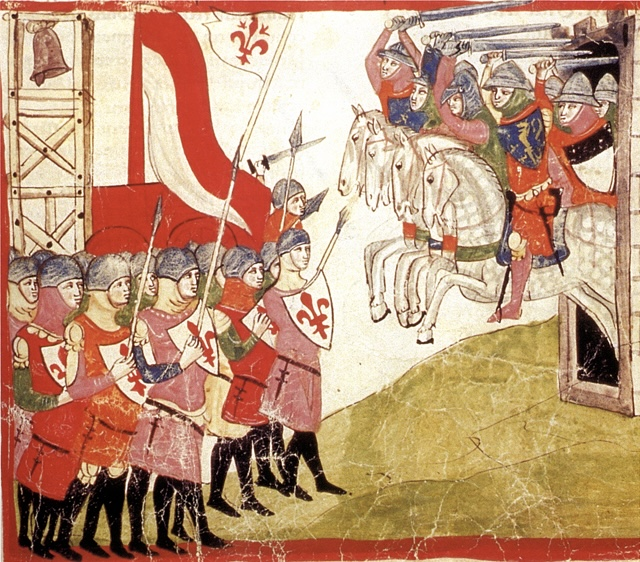
Battaglia di Montaperti.

La ghibellina Siena poteva contare come alleato principale sul re Manfredi di Sicilia, capo in pectore della Dinastia Sveva, figlio di Federico II di Svevia e di Bianca Lancia della famiglia aleramica dei Lancia. In Toscana, Siena confidava altresì su altri cobelligeranti, come le ghibelline Pisa, Arezzo e Pistoia; tra i centri minori, la appoggiavano Poggibonsi, Montepulciano e Montalcino. La situazione politica in Toscana era molto instabile fin dall'inizio del Duecento. La fazione ghibellina, sparsa in tutta la regione, trovò in Siena e Pisa due roccaforti.
Le mire espansionistiche di Firenze, acuite dai conflitti economici con Siena, fecero innalzare il livello del conflitto tra ghibellini e guelfi, che culminò nella nota battaglia di Montaperti: il 4 settembre 1260 la Siena ghibellina, insieme ai suoi alleati, sconfisse lo schieramento guelfo fiorentino.

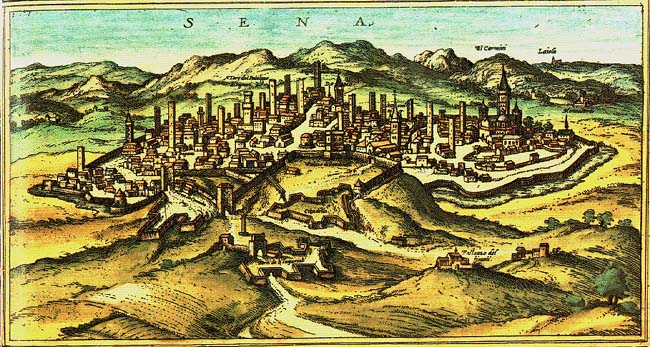
Siena nel periodo della repubblica.

L'ampliamento territoriale conseguente fu notevole: Siena acquisì le terre di Montalcino, Montepulciano, Colle di Val d'Elsa, Casole d'Elsa, Talamone, Poggibonsi, Campiglia d'Orcia, Castiglioncello e Staggia Senese. Ma quello che parve rappresentare l'esordio dell'egemonia ghibellina sulla Toscana si dimostrò presto un'occasione mancata per Siena e le altre città ghibelline toscane.
Nel giro di pochi anni infatti la fazione guelfa riprese il potere in Toscana e già nel 1269 Siena subì una sconfitta da parte di Firenze nella battaglia di Colle di Val d'Elsa, durante la quale trovò la morte il comandante senese Provenzano Salvani. Nell'estate del 1270 la città sopportò l'assedio dei guelfi ed il 15 agosto dovette cedere alle truppe del re di Napoli Carlo I d'Angiò. Nacque quindi il nuovo Governo dei Trentasei (espressione della classe dei mercanti) del quale potevano far parte solo i guelfi dichiarati; nel 1277 i trentasei escludono espressamente dal governo i casati nobiliari. Nel 1280 si addivenne alla costituzione del Governo dei Quindici, in carica fino al 1286 e sostituito dal Governo dei Nove.
Siena, lacerata dalle lotte interne tra guelfi e ghibellini, con l'instaurazione del Governo dei Nove (espressione di un centinaio di famiglie guelfe, con l'esclusione dei nobili) diventò guelfa. Si inaugurò così un periodo di relativa calma e prosperità economica, tra i più fecondi e prolifici per la Repubblica.

### Siena guelfa: il Governo dei Nove

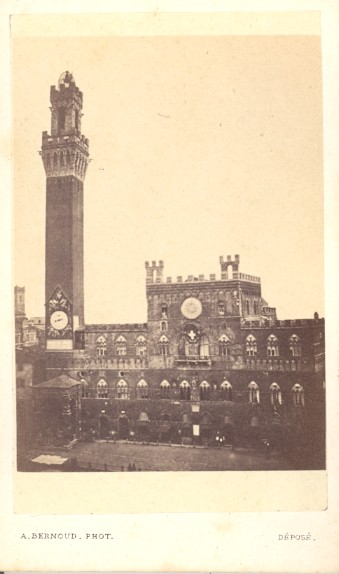
Il Palazzo pubblico di Siena.

Durante il Governo dei Nove (1287-1355) Siena visse un periodo di grande splendore politico ed economico: vennero commissionati nuovi edifici, tra i quali quello del duomo, il Palazzo Pubblico, e completata una parte consistente della cinta muraria. Tale governo è infatti definito "buon governo".
Con i Nove si ebbe una Repubblica che riservava il governo a cittadini virtuosi, dal buon senso nell'imprenditoria. In questo periodo la Monarchia, intesa come sottomissione ad un signore, venne definitivamente ripudiata, sostituita dalla concezione che la cittadinanza era al centro degli interessi dei governanti, considerati rappresentanti del popolo e della città. Da qui la ricorrente denominazione nei documenti ufficiali dei Nove: "governatori e difenditori del Comune e del popolo di Siena".
La Repubblica si basava su due pilastri: il Popolo ed il Comune. Con "Comune" si intende l'insieme delle magistrature della Repubblica, elettive, collegiali e con breve durata.
Le istituzioni giudiziarie del comune erano guidate dal Podestà, quelle del popolo dal Capitano del popolo. Esse avevano mandato semestrale, al termine del quale erano sottoposte a processo per eventuali responsabilità. Ogni cittadino poteva lamentare scorrettezze o ingiustizie subite. Il Governo vigilava sull'operato di tali magistrati senza intromettersi in alcuna questione. Il Podestà era eletto per sei mesi dal Concistoro. Era generalmente un forestiero super-partes di almeno trenta anni. Egli aveva il compito di far rispettare lo statuto quando il consiglio tendeva ad andare in contrasto con esso e presiedeva le riunioni del Consiglio Comunale.
Il Consiglio Comunale era composto da circa trecento membri tra i cittadini di almeno venti anni che avevano risieduto a Siena da almeno dieci. Era presieduto dal Podestà e aveva mandato legislativo oltre a dover approvare tutte le iniziative edilizie.
Il Governo era in mano alla Giunta dei Nove, ovvero nove magistrati bimestrali. Per tutta la durata del mandato, i Nove risiedevano nel Palazzo comunale lontano dalle famiglie e senza possibilità di contatti con l'esterno, in modo da potere al meglio svolgere le loro funzioni senza pressioni esterne o corruzione. Essi inoltre vivevano interamente a carico delle spese pubbliche.
Il Concistoro era la riunione delle massime cariche della città: i Nove, i quattro provveditori di Biccherna (ministri del tesoro), i quattro Consoli della Mercanzia ed i tre Consoli dei Cavalieri o Capitani di parte. A scadenza bimestrale, i Nove dovevano scegliere i successivi Nove durante riunioni segrete in presenza di almeno tre consoli di Mercanzia e del Capitano del Popolo. Dal 1318 in poi, la forma di elezione cambiò e i Nove furono scelti per votazioni. Il Consiglio comunale aveva il compito di selezionare e votare tra elenchi di candidati, quelli ritenuti idonei. I nomi dei più votati venivano inseriti in cedole rinchiuse in pallottole di cera da estrarre ogni due mesi. In tal modo si evitava l'accentramento di potere o il voto di scambio. Il bossolo dei “soluti” inoltre raccoglieva i nomi dei candidati utili a sostituire coloro che per motivi più svariati (morte, allontanamento) non potevano più far parte del governo.
I nobili in tale periodo non furono del tutto allontanati dalla città ma solo dal governo. Essi infatti potevano far parte del consiglio comunale, rappresentavano una parte importante della società, la ricchezza della città, e per tanto andavano rispettati.
Ai membri del governo si univano inoltre il Consiglio dei “richiesti”, che rappresentavano le élite politiche del tempo e i “somiglianti” cioè i predecessori dei Nove, dei quali si confidava nell'esperienza.
Si ebbe perciò un Consiglio allargato, cui avevano accesso tutti coloro che avevano fatto parte della giunta di governo, detto Consiglio del Popolo, i quali membri erano a vita. Questo fu il fondamento della Repubblica del Quattrocento, che assunse le caratteristiche di un Senato.

### Instabilità politica
Il susseguirsi di gravi epidemie, insieme ad una grave crisi economica, portò la comunità senese esclusa dal governo a ribellarsi. I Nove vennero sostituiti nel 1355 da un Governo dei Dodici (dodici rappresentanti dei ceti popolari non inclusi nel raggruppamento novesco), rimasto in carica fino al 1368. Nel 1368 sorse il breve Governo dei Tredici, un sorta di dittatura nobiliare composta da dieci nobili e tre rappresentanti del popolo; rimasero in carica per pochissimo tempo: nel 1369 fu istituito il Governo dei Quindici, composto da noveschi, dodicini e Riformatori. Tale regime si connotò per un'identità marcatamente popolare che vide accedere alle magistrature i ceti subalterni. Nel 1371 si consumarono i "fatti del Bruco", che con la Rivolta di Barbicone in appoggio alla fazione radicale e ormai egemone dei Riformatori permisero un governo di soli popolari minuti. Il regime dei Riformatori durò fino al 1385 e fu rovesciato da una sommossa in cui si unirono nobili, noveschi e le frange popolari non incluse nei Riformatori. Dal 1385 al 1399 il governo di Siena fu affidato ai priori (dapprima dieci, poi undici, infine dodici).

### L'autonomia

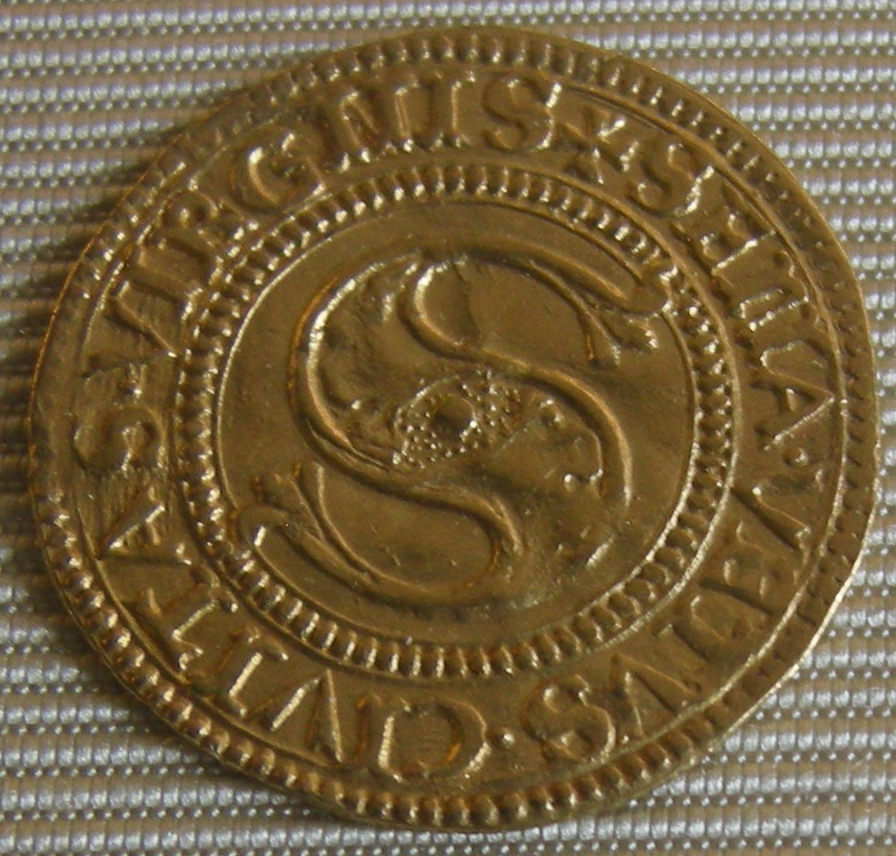
Mezzo ducato d'oro della repubblica (1471).

Dopo una brevissima parentesi durata appena cinque anni sotto la signoria dei Visconti (1399-1404), Siena riprese la propria autonomia. Intanto, nel 1471, un trattato tra la Repubblica di Siena e la Contea di Santa Fiora sancì l'alta sovranità della prima sulla seconda, lasciandola comunque indipendente. Il mutato scenario quattrocentesco fece sì che anche Siena avesse la sua signoria dal 1487 al 1525, con Pandolfo Petrucci ed i suoi discendenti Borghese (1512-15), Raffaello (1515-22), Francesco (1522-23) e Fabio (1523-25). Anche questa esperienza fu effimera e con il 1525 si registrò un ritorno alle antiche istituzioni repubblicane.

### La fine della Repubblica

#### La Guerra di Siena

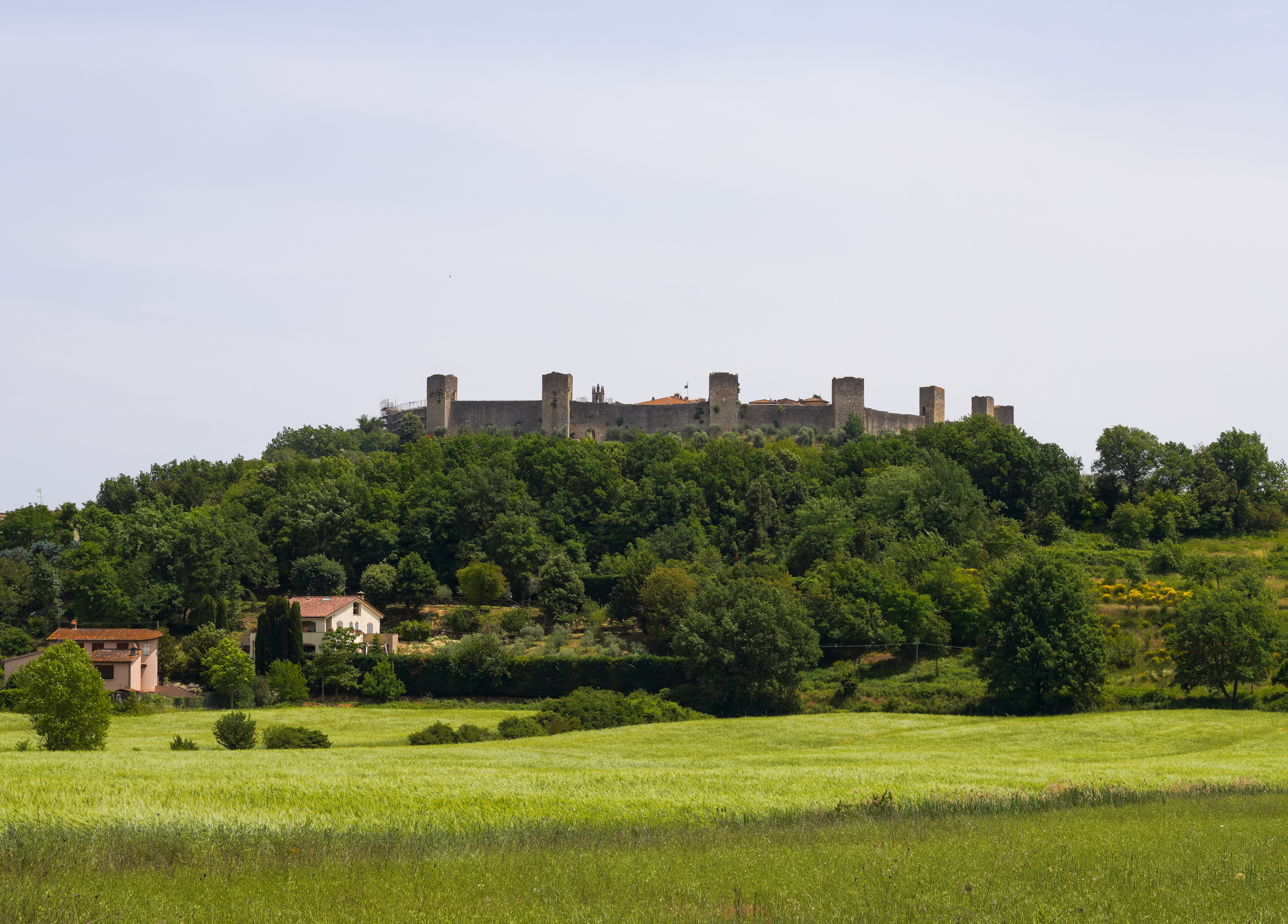
Monteriggioni, confine settentrionale della Repubblica di Siena.

Durante le Guerre d'Italia (1494-1559) franco-spagnole la Repubblica di Siena venne coinvolta nel conflitto che vide le due potenze contendersi la supremazia sull'Italia. Pur riuscendo a destreggiarsi abilmente nel primo periodo delle stesse, dopo la morte di Pandolfo Petrucci lo Stato entrò in una fase caratterizzata da lotte intestine e perdita di competitività commerciale, che lo portarono ad indebolirsi fortemente. Il tentativo da parte dell'Impero spagnolo (a partire dal 1540) di costituire un protettorato permanente nel territorio senese, con l'invio di una guarnigione stabile, provocò l'innalzarsi della tensione fino alla sollevazione popolare (26 luglio 1552) conseguente alla costruzione della Cittadella fortificata. I senesi aprirono le porte della città ad un esercito franco-senese, che assediò gli spagnoli nella fortezza fino alla loro cacciata dopo una mediazione dei Medici. Nel febbraio 1553 gli spagnoli ripresero le ostilità al comando di García Álvarez de Toledo y Osorio, Viceré di Napoli, che dovette ritirarsi a causa dell'invasione degli Ottomani, alleati di senesi e francesi. L'anno successivo Carlo V offrì il comando a Cosimo de' Medici, fornendogli un possente esercito formato da vari contingenti imperiali di spagnoli, tedeschi ed ungheresi, con il quale il comandante Gian Giacomo Medici di Marignano assediò Siena e saccheggiò il contado. I senesi, comandati da Piero Strozzi e Biagio di Monluc, resistettero a lungo riuscendo anche ad infliggere dure sconfitte alla coalizione imperiale, come l'annientamento dell'esercito di Ridolfo Baglioni nella Battaglia di Chiusi, le scorrerie nel viareggino e l'invasione del Val d'Arno, ma alla fine vennero sopraffatti dalla preponderante superiorità numerica avversaria per cedere nella Battaglia di Scannagallo (2 agosto). L'assedio di Siena durò altri otto mesi, con numerosi atti d'eroismo come quello del Fortino delle donne senesi, fino alla resa per fame il 17 aprile 1555. I negoziati stabilirono il rientro della Repubblica sotto le insegne imperiali, il perdono generale e la possibilità di lasciare la città per chiunque avesse desiderato farlo. L'opportunità venne colta dall'esercito, con i suoi comandanti e centinaia di uomini, che raggiunsero la Val d'Orcia ed organizzarono l'estrema difesa con l'istituzione della Repubblica di Siena ritirata in Montalcino, che resistette anche alla morte di Carlo V ed al termine delle Guerre d'Italia.

#### I negoziati e lo Stato Nuovo
Il 2 e 3 aprile 1559, dopo 65 anni di conflitto, venne firmato il Trattato di Cateau-Cambrésis, in esecuzione del quale anche l'ultimo baluardo senese costituito dal presidio di Montalcino venne consegnato, insieme al resto del territorio repubblicano, personalmente nelle mani di Cosimo de' Medici in qualità di feudo nobile. Cosimo andò quindi a guidare contemporaneamente il Ducato di Firenze (detto lo Stato vecchio) ed il Ducato di Siena (detto lo Stato nuovo), fino a quando con apposita bolla papale ottenne il titolo sovrano di Granduca, dando vita al Granducato di Toscana, all'interno del quale il Ducato di Siena sopravvisse con magistrature proprie e autonomia amministrativa fino alle riforme leopoldine di fine XVIII secolo.

## Ordinamento giuridico e controllo del territorio
L’ampliarsi della sovranità senese non seguì logiche precise ed uniformi: a volte si presentò come recupero di poteri pubblici in capo alla città, altre come nuove conquiste o acquisizioni patrimoniali e giurisdizionali oppure ancora come acquisto di fedeltà di tipo quasi feudale o instaurazione di alleanze; situazioni peraltro assai mutevoli nel tempo.
Non si trattò mai quindi di una espansione omogenea, ma di zone discontinue di dominio, ciascuna con una sua qualità ed intensità differente, dovute principalmente alla distanza dalla città di Siena, ma anche all’interferenza sulle comunità locali di altri poteri (cittadini o feudali, laici o ecclesiastici).

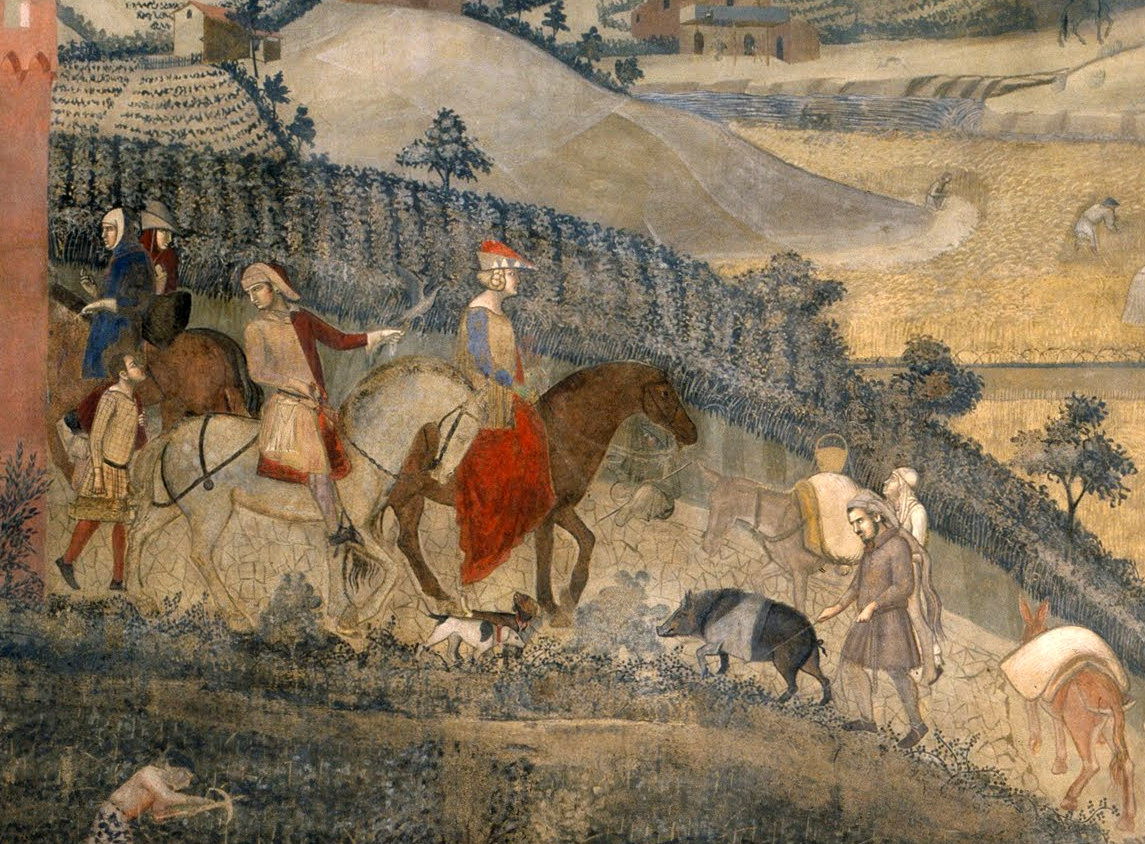
Effetti del Buon Governo in campagna, 1338-1339, Sala della Pace, Palazzo Pubblico, Siena

Partendo dalla città, incontriamo dunque situazioni di diversa subordinazione, di diverso legame giuridico con il Comune senese, con diversa ampiezza di iurisdictio: i Comuni sono, per così dire, originari, preesistono di regola all’assoggettamento alla dominante e questa costruisce il proprio territorio fedele rispettandone l’identità istituzionale, offrendo e più spesso imponendo la propria protezione, esigendo lealtà, tributi e risorse, ma continuando a considerare le comunità soggette come il nucleo basilare, insopprimibile, dell’organizzazione civile.
Con una certa approssimazione presente nelle fonti stesse, il territorio della Repubblica di Siena può essere suddiviso in tre zone con distinte peculiarità giuridiche:
1. le Masse (note anche come la Massa o Cortine): le immediate adiacenze urbane di diretta giurisdizione cittadina senese, caratterizzate da assenza di veri Comuni e dunque da una situazione di vuoto statutario;
2. il Contado (o Comitatus): costituito dai Comuni soggetti ad un definito sistema fiscale (tassa del contado, gabelle) e con una iurisdictio limitata, che di regola escludeva ad esempio i reati più gravi, l’appello, il sindacato del giusdicente;
3. il Distretto (o Districtus): un’area ulteriore formata da Comuni legati a Siena da accordi particolari, detti capitoli, con una iurisdictio più ampia e più consistenti prerogative esercitate in loco.

Si tratta peraltro di aree non esattamente definite e distinte, non necessariamente concentriche e contigue, perché costituite, in realtà, da una rete di singoli rapporti bilaterali, differenti e mutevoli nel tempo, tra Comune di Siena e Comuni soggetti.
Come accadeva in molte altre città italiane, la ripartizione del territorio assoggettato avveniva sulla base della suddivisione interna urbana di Siena: i terzi di Città, San Martino e Camollia venivano proiettate all'esterno della città, sulle Masse e sul contado, fino a suddividere idealmente il territorio con i prolungamenti dei loro settori. I terzi erano importanti ai fini del tessuto sociale e dell’organizzazione istituzionale interna, tanto che il Comune preferiva sempre organi e collegi di un numero di membri multiplo di tre, per consentire una rappresentanza paritaria dei terzi, così come in tre lotti venivano suddivisi gli uffici del contado, per ricondurre anch’essi ad una partizione simile. Tali suddivisioni erano rilevamenti soprattutto per la riscossione delle tasse e per l’arruolamento militare.
A partire dalla metà del XIV secolo, l’assetto alla base della ripartizione del territorio si sviluppò invece su un sistema di suddivisioni multiple rappresentato oltre che dai terzi (per il rilievo fiscale), anche da distretti (per la giustizia civile) e vicariati, la cui unità di base rimase sempre la comunità locale.
Inizialmente la città si avvalse anche delle preesistenti circoscrizioni ecclesiastiche delle Pievi (Pivieri) e, nella prima metà del XIII secolo, si pensò anche ad una complessiva organizzazione territoriale basata su di esse. Tuttavia Siena finì per decidere di non incardinare una rete organizzativa funzionale e omogenea su quella dei pivieri e vennero preferite altre soluzioni.
Il sistema di soggezioni e fedeltà diverse di comunità trovava un momento solenne di incontro nella festa dell'Assunta, con l'offerta rituale dei ceri, in un momento indispensabile per cementare l'alleanza con Siena.

## Economia

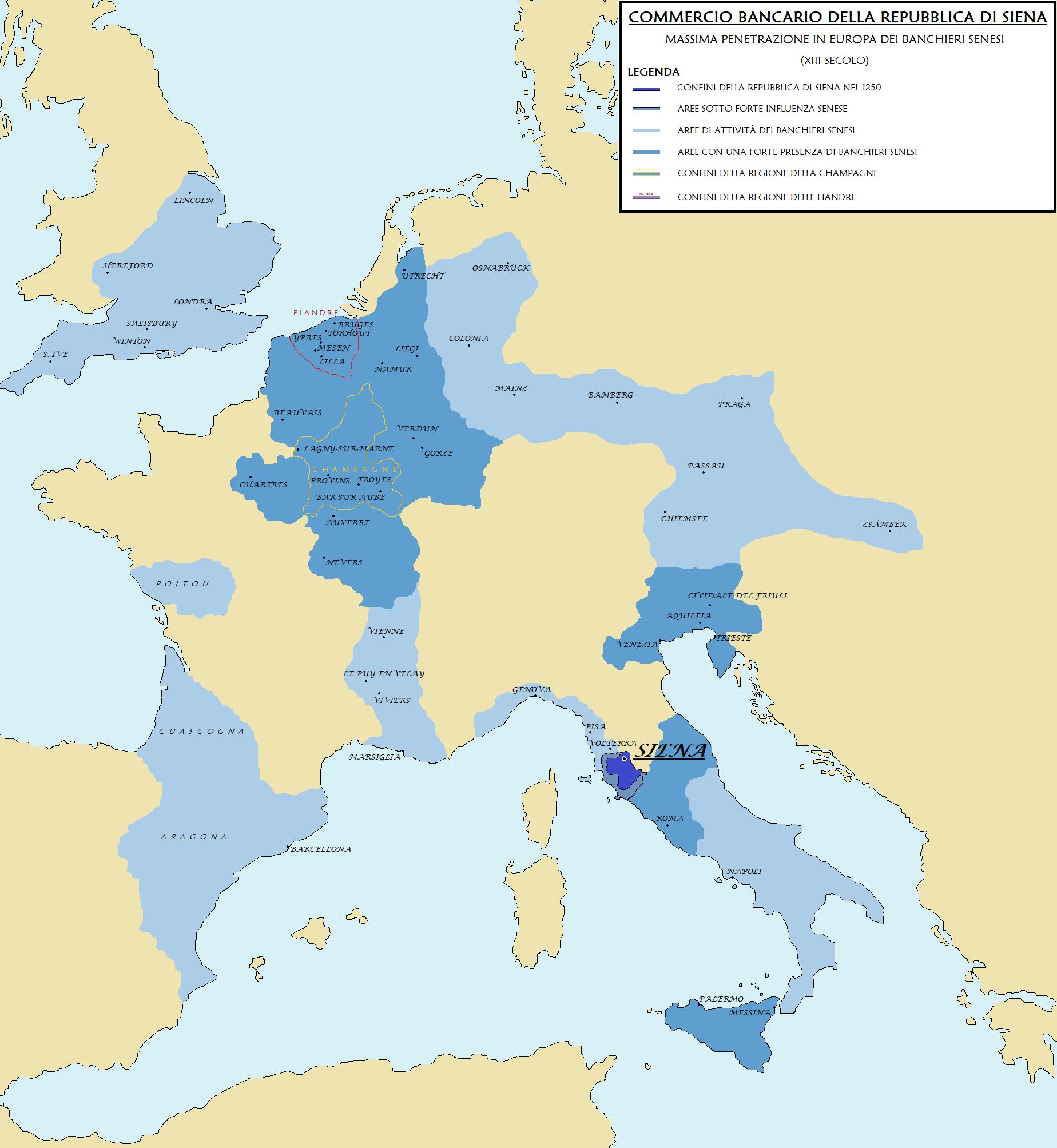
Mappa della massima penetrazione in Europa dei banchieri senesi nel corso del XIII secolo.

La Repubblica era un importante centro commerciale: venivano prodotti grano e sale, provenienti dalla Maremma e controllati grazie ad un accordo di monopolio stipulato con gli Aldobrandeschi, vassalli di Siena, la lana e altri prodotti agricoli, come il vino.
La principale risorsa economica della città derivava dall'attività di cambiavalute e prestavalute che i banchieri svolgevano in città.

### Dogana del sale
Le più antiche documentazioni riguardanti la dogana del sale di Siena risalgono al XIII secolo. I ricavi che derivavano dal monopolio del sale costituiva una rilevante fonte di reddito per lo stato. I vari centri del contado senese ed i loro cittadini erano tenuti a rifornirsi di sale proveniente dalla Maremma senese, acquistando il bene ad un prezzo fisso. La crescita dei commerci legati alle saline di Grosseto, capaci di soddisfare le esigenze anche della vicina Perugia e delle nazioni confinanti, portò all'istituzione nel 1323 di un nuovo organismo, denominato Monte e Sale che svolgesse contemporaneamente l'amministrazione del monopolio e compiti bancari.
Dalla fine del XIV secolo parte dei proventi derivanti dal monopolio del sale vennero destinati al pagamento delle rendite sul capitale prestato dai creditori statali, in modo da affrontare il crescente indebitamento pubblico della Repubblica. Successivamente venne tentata anche un'unione delle dogane dei paschi, del biado e del sale per migliorare le capacità finanziarie statali, tuttavia già dal 1519 le varie amministrazioni tornarono divise.

### Dogana dei paschi
I vasti appezzamenti di terreno da pascolo della Val di Chiana e della Maremma Senese richiamavano pastori provenienti sia da territori sotto il diretto controllo di Siena, sia dagli stati limitrofi. Per un efficiente sfruttamento delle attività di pascolo e di transumanza, il governo senese decise la creazione di un ufficio apposito, denominato Dogana dei paschi, che si occupasse della gestione del sistema di tariffe collegato all'allevamento del bestiame.
La struttura interna della Dogana dei paschi era composta da un camarlingo e nove ufficiali tra cui era eletto un capo vergaro. Quest'ultimo stanziava in Maremma, da dove dirigeva un gruppo di vergari a lui sottoposto per l'osservanza delle leggi della Repubblica ed il controllo del territorio.

### Monte di pietà
Su delibera del concistoro e del consiglio generale senese, venne fondato nel 1472 il Monte di pietà. Dopo aver attraversato un difficile periodo di crisi agli albori del XVI secolo (che, secondo alcuni storici, portò l'istituzione senese all'estinzione), riprese a funzionare attivamente negli anni successivi alla caduta della Repubblica di Siena, nel 1568, allargando le sue attività bancarie nei campi dell'allevamento e dell'agricoltura. Sulle fondamenta delle attività creditizie intraprese fino a quel momento, nel 1624 venne fondato il Monte dei Paschi di Siena, mentre il Monte pio si limitò ad esercitare le attività originarie.

### Settore minerario
A partire dal XII secolo l’interesse di Siena verso la ricerca mineraria aumentò, vennero scoperte nuove miniere di argento e rame e furono riattivati giacimenti abbandonati in periodo romano nella Maremma senese.

Oltre le miniere di Montieri, Siena ottenne altre miniere argentifere nei dintorni di Montebeccari nel 1177 dal conte Tedini di Frosini ed il secolo successivo quelle di Roccastrada e di Muceto dagli Aldobrandeschi.
La Repubblica di Siena tuttavia non gestiva direttamente le attività estrattive per conto proprio, ma preferiva dare in appalto le miniere in modo da non far ricadere le spese sul bilancio statale. Gli interessi senesi in Maremma crebbero progressivamente nel tempo: nel 1334 il governo dei Nove inviò un suo funzionario nei territori di Grosseto e di Massa per studiare possibili interventi per il miglioramento della rete stradaria e l’anno successivo con la conquista della Repubblica di Massa, Siena poté entrare in possesso del suo ricco distretto minerario.
La peste del 1348 provocò però un violento tracollo della attività minerarie della Maremma senese che non seppe più tornare ai livelli di produzione precedenti.

## Sistema tributario
Ciascun abitante della città di Siena e di alcune comunità del contado (Asciano, Montalcino, San Quirico e Buonconvento) era tenuto a presentare una dichiarazione scritta dei propri redditi in base alla quale una commissione di alliratori stabiliva il reddito imponibile d'imposta. Su tale imponibile venivano quindi applicate sia l’imposta ordinaria (che a Siena era denominata lira o libra) che le cosiddette preste, cioè prestiti forzosi straordinari che potevano gravare su tutti i cittadini oppure solo su alcune categorie (prendendo la denominazione di preste a balzi). Per razionalizzare maggiormente il sistema tributario della Repubblica di Siena e migliorare l'amministrazione del debito pubblico statale, nel 1430 venne creato il Monte comune per far confluire tutti i crediti dei cittadini per preste non ancora rimborsate dallo stato. Altre tipologie di imposte venivano invece sollevate dall'ufficio della camera del comune per finanziare l'acquisto di armamenti.
Tra il 1316 ed il 1320, su volontà del consiglio generale, fu condotta una attenta operazione di rilevazione di tutti i beni immobili della città di Siena e del suo contado per procedere ad una nuova tassazione basata sull'estimo catastale. Tuttavia il tentativo non fu ripetuto negli anni successivi per la sua eccessiva difficoltà amministrativa, ed il catasto senese si limitò ad annotare i passaggi di proprietà dei beni immobili.

## Monetazione
La Repubblica di Siena coniò proprie monete a partire dalla seconda metà del XII secolo fino alla caduta della Repubblica di Siena riparata in Montalcino nel 1559, in seguito alla Pace di Cateau-Cambrésis.
Il 2 febbraio 1180 si ebbe un accordo ufficiale tra il comune di Siena e l'arcivescovo di Magonza per la liberazione di quest’ultimo dalla prigionia del marchese Corrado di Monferrato. L'alto prelato era anche un cancelliere imperiale di Federico I e si impegnò sotto giuramento ad ottenere dall'imperatore la conferma della moneta senese, in cambio del pagamento del riscatto di 400 lire da parte della città. Questo indizio fa quindi supporre che a Siena si battesse già moneta in modo clandestino prima del 1180. Nonostante il diploma di concessione non sia mai stato rintracciato, ci viene una conferma indiretta della autorizzazione imperiale alla zecca da un documento di Enrico VI del maggio 1186 in cui veniva privata la città di Siena della possibilità di battere moneta dopo essere stata assediata (diritto poi restituito cinque mesi dopo).

### Zecca di Siena
La zecca di Siena, denominata ufficialmente bulgano, nacque per volontà comunale tra il 1178 ed 1179. La particolare denominazione deriva dalle borse di pelle dove venivano poste le monete, chiamate “bolga”: solamente dal 1351 comparve anche sotto il nome di “zecha”. Il bulgano fu gestito inizialmente dal Comune ma dalla seconda metà del XIV secolo la conduzione fu spesso appaltata a privati.

## Porti marittimi della Repubblica di Siena

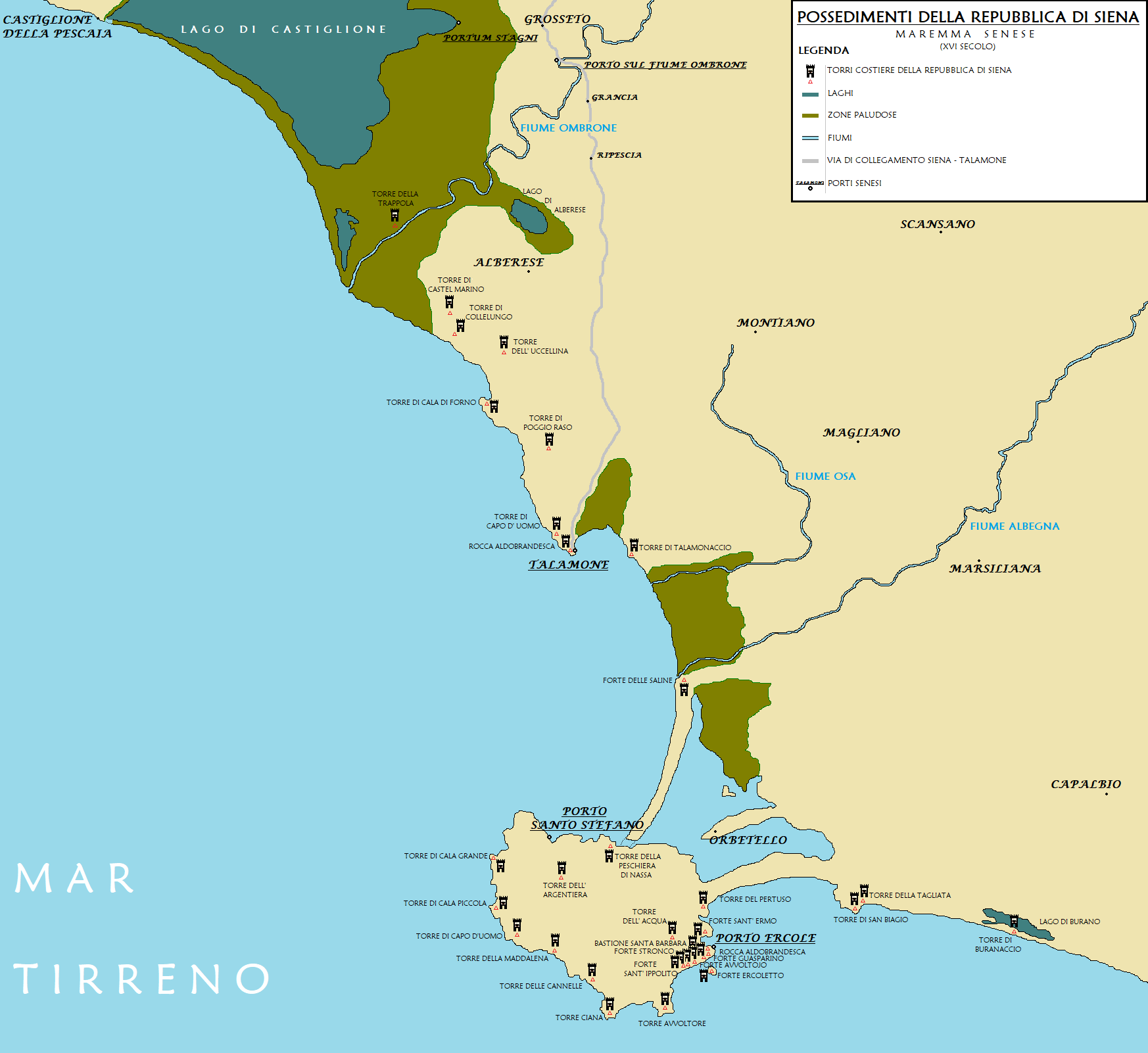
Mappa del sistema di torri costiere della Repubblica di Siena a difesa del litorale della Maremma Senese verso la metà del XVI secolo.

Il possesso di uno “sbocco sul mare” da parte di Siena fu una naturale continuazione della sua politica espansionistica e commerciale nella Maremma Grossetana con la conquista dei porti di Talamone, Porto Ercole e Porto Santo Stefano.
Già nel XIII secolo Siena tenta di assicurarsi l’uso del porto fluviale di Grosseto. Lo scalo, spazzato via nel corso del Trecento dalla violenta piena che allontanò il corso dell’Ombrone dalla città, non ebbe di fatto mai sviluppo, anche per l’errata politica economica senese e per la mancanza di un retroterra produttivo.
Nel maggio del 1303, l’abate del monastero di San Salvatore frate Ranieri, giunse a Siena proponendo al governo dei Nove l’acquisto dei terreni di proprietà del monastero (anche se allora erano però occupati militarmente dai Conti di Santa Fiora) tra cui Talamone. Dopo una difficile contrattazione, il 10 settembre 1303 fu firmato il contratto d’acquisto. Al prezzo di 900 fiorini d’oro il porto di Talamone, la Contrada di Valentina e Castiglion di Val d’Orcia vennero venduti alla Repubblica di Siena che poneva sotto la sua protezione anche il monastero.
A seguito all'adesione alla lega guelfa toscana, resa possibile grazie al mutamento politico imposto dai Nove che allontanò la città dall’Impero, Siena si trovò allora ad essere alleata con Firenze. Date le crescenti inimicizie esistenti verso la ghibellina Pisa, il governo fiorentino stipulò il 17 agosto 1311 un accordo con la Repubblica senese per il passaggio di tutte le loro merci via mare da Talamone.
Dopo nuovi scontri con i pisani per l’influenza su Lucca, Firenze rinnovò gli accordi con la Repubblica di Siena per i diritti dei mercanti fiorentini nel porto di Talamone nel 1340; situazione che si ripeté nel 1356. Tuttavia una volta firmata la pace con Pisa nel 1364, i mercanti fiorentini preferirono lasciare il più lontano porto senese in favore di quello pisano, nonostante la pressione esercitata da Siena per mantenere comunque il traffico commerciale di Firenze.
Nel 1379, a causa dei conflitti con pisani e genovesi per il controllo della Sardegna, i Catalani conclusero un trattato con la Repubblica di Siena per l’utilizzo del porto di Talamone, garantendo ai loro mercanti gli stessi diritti che vennero garantiti ai fiorentini, ma con dazi inferiori. Una volta che lo scalo senese venne lasciato dai Catalani, non riuscendo Siena a coprire con il commercio marittimo le spese per la difesa e le guardie, nel 1385 si decise di concedere l’affitto del porto ad una società che si occupasse pure del mantenimento delle strutture difensive.
Porto Ercole ed il territorio del Monte Argentario, compreso il minore Porto Santo Stefano, vennero conquistati dalla Repubblica di Siena al tempo della venuta in Toscana del re di Napoli Ladislao nel 1409.
Il ritorno dei Catalani nello scalo senese nel 1436 rappresentò un fatto positivo e, con il trattato firmato dalle parti, la Repubblica di Siena si impegnò a mantenere le strade per Grosseto in buono stato così come il ponte del porto. Il commercio poté rifiorire e l’anno successivo si registrò la visita anche del principe Alfonso d’Aragona.
Durante la Guerra di Siena dove si fronteggiarono gli eserciti senese e francese contro quelli fiorentino e spagnolo, assediata Siena il 2 agosto 1554 ed arresasi la città nell’aprile del 1555, rimaneva ancora da conquistarsi Porto Ercole dove il comandante francese Charles de Carbonnières, dopo aver atteso l'arrivo del maresciallo Piero Strozzi, si arrese il 18 giugno 1555.
I porti che furono della Repubblica di Siena per più di due secoli, divennero parte del nascente Stato dei Presidi nel 1557 per volere di Filippo II re di Spagna.

## Arte
Dal XIII secolo Siena divenne oggetto di un radicale rinnovamento. Ne furono protagonisti due grandi scultori e architetti del medioevo italiano: Nicola Pisano e il figlio Giovanni. L'intervento dei due artisti nella cattedrale riuscì a combinare in un'unica struttura lo stile romanico con il gotico.

In seguito venne ammodernata tutta la città, che, alla fine del XV secolo, appariva come una splendida città rinascimentale.
In campo pittorico fiorì la Scuola senese: Duccio di Buoninsegna, Simone Martini, Pietro e Ambrogio Lorenzetti, Domenico e Taddeo di Bartolo, Stefano di Giovanni, Matteo di Giovanni.

## Stemma

Simboli patri della Repubblica di Siena: (da sinistra) lo stemma della Repubblica, la Balzana del Comune e lo stemma del Capitano del Popolo.

L'arme della repubblica, diversa dallo stemma della città di Siena, era uno scudo azzurro che riportava la scritta Libertas, colorata in oro, disposta in senso obliquo.
Oltre all'attuale stemma comunale della Balzana senese, vari altri simboli rappresentarono la città, ad esempio il leone argento in campo rosso simbolo del Popolo (inizialmente arma del vescovo oppure, secondo altri autori, ripreso dal sigillo della parte guelfa, dov'era rappresentato armato di spada e illeopardito, simbolo spesso presente insieme all'emblema del comune medievale), attuale emblema della Provincia; lo stemma azzurro con il motto Libertas, usato anche in molte altre città italiane nei periodi di regime repubblicano; un ultimo simbolo cittadino (la cui prima rappresentazione si ha nel ciclo degli affreschi del “Buon Governo” del 1338-1340) s'ispira alle leggendarie origini romane della città ed è la lupa che allatta Ascanio e Senio; del 1344 è un pagamento per l'incisione della lupa sul sigillo comunale.
Tutti i simboli elencati appaiono sulla copertina di un registro della Camera del Comune del 1528; su questa tavoletta è infatti dipinta la lupa allattante i due gemelli, uno dei quali impugna un'asta sulla cui sommità vi è la balzana in forma di stendardo, al di sopra della lupa vi è uno scudo interzato in palo in cui a partire dalla destra araldica vi sono lo stemma della Repubblica, quello del Comune e quello del Popolo.

## Cronologia dell'espansione della Repubblica di Siena

Estensione territoriale della Repubblica di Siena dalla sua nascita fino al 1559.

- 1125: Deposizione del Vescovo che reggeva la città e nascita della Repubblica di Siena (territorio di Siena e Buonconvento)
- 1151:	Grosseto e San Giovanni d'Asso
- 1155:	Berardenga
- 1167:	Civitella
- 1175:	Rapolano
- 1180:	San Quirico d'Orcia
- 1193:	Paganico
- 1197:	Sinalunga
- 1210:	Torrita di Siena
- 1212:	Montalcino
- 1213:	Costruzione del castello di Monteriggioni
- 1222:	Grosseto ripudia il suo atto di sottomissione a Siena
- 1230:	Chianciano, Chiusdino e Radicondoli
- 1231:	Chiusi
- 1232:	Perdita di Chianciano e Chiusi per mano di Orvieto
- 1232:	Montepulciano
- 1235:	Perdita di Montepulciano che si allea con Firenze
- 1235:	Pienza
- 1252:	Perdita di Montalcino che si allea con Firenze
- 1255:	Trequanda
- 1259:	Occupazione di Grosseto
- 1260:	Vittoria di Montaperti (Abbadia San salvatore, Montelaterone, Casole d'Elsa, Montalcino e Montepulciano)
- 1265:	Seggiano
- 1267:	Rivolta di Montepulciano
- 1269:	Monticiano
- 1275:	Acquisto di Asciano
- 1282:	Acquisto di Campagnatico
- 1293:	Roccalbegna
- 1294:	Atto di sottomissione di Montepulciano
- 1300:	Castiglion d'Orcia
- 1301:	Roccastrada
- 1303:	Acquisto di Talamone
- 1310:	Perdita di Abbadia San Salvatore, conquistata da Orvieto
- 1310:	Ribellione di Grosseto
- 1326:	Montieri
- 1331:	Impresa di Guidoriccio da Fogliano (Arcidosso e Castel del Piano)
- 1335:	Conquista di Massa Marittima (Territori di Massa Marittima, Gavorrano e Monterotondo)
- 1336:	Conquista definitiva di Grosseto
- 1339:	Capalbio
- 1339:	Magliano
- 1345:	Perdita di Capalbio, conquistata dai conti Orsini
- 1347:	Acquisto di Abbadia San Salvatore e sottomissione di Chianciano e Chiusi
- 1352:	Radicofani
- 1366:	Fondazione di Castelnuovo Berardenga
- 1375:	Perdita di Talamone, occupato dalle milizie papali
- 1378:	Riconquista di Talamone
- 1379:	Conquista di Sarteano e Scansano
- 1387:	Riconoscimento della sovranità senese su Murlo
- 1390:	Perdita di Montepulciano che si allea con Firenze
- 1404:	Acquisto di Cinigiano
- 1410:	Sovana
- 1412:	San Casciano
- 1414:	Conquista di Orbetello, Porto Ercole, Porto Santo Stefano e Monte Argentario di proprietà dei conti orsini e occupati dalle milizie napoletane
- 1416:	Riconquista di Capalbio
- 1416:	Manciano e Saturnia
- 1418:	Acquisto di Cetona
- 1430:	Piancastagnaio
- 1432: Occupazione di Castiglione della Pescaia
- 1433: Perdita di Castiglione della Pescaia
- 1475:	Atto di sottomissione alla Repubblica di Siena della casata Baschi (Castell'Azzara, Castell'Ottieri e Montorio)
- 1478:	Assedio di Colle di Val d'Elsa (Castellina in Chianti e Colle di Val d'Elsa)
- 1483:	Restituzione dei territori a Firenze (perdita di Castellina in Chianti e di Colle di Val D'Elsa)
- 1527:	Perdita di Porto Ercole, occupato dalle milizie papali
- 1530:	Riconquista di Porto Ercole
- 1552: Insurrezione senese anti-spagnola e scoppio della Guerra di Siena
- 1553:	Perdita di Trequanda
- 1554:	Perdita dei territori settentrionali di Casole d'Elsa, Monteriggioni e Rapolano.

Perdita dei territori di Massa Marittima, Monterotondo, Monticiano e Murlo.
Perdita dei territori orientali di Torrita di Siena e Radicondoli
- 1555:	Resa della città di Siena, la nobiltà senese si ripara in Montalcino nell'ultimo tentativo di resistenza della Repubblica di Siena.

Perdita di Porto Ercole
- 1556:	Perdita dei territori di Chianciano e Sarteano
- 1557:	Perdita di Sinalunga, Castel del Piano ed Orbetello
- 1559:	Resa della Repubblica di Siena riparata in Montalcino (perdita degli ultimi territori di Piancastagnaio, Radicofani, Roccastrada, San Casciano, San Quirico d'Orcia, Pienza e Montalcino)